# Idaea emarginata
Espèce
Idaea emarginata, l’Échancrée, est une espèce de lépidoptères (papillons) de la famille des Geometridae, de la sous-famille des Sterrhinae.